# Storskog
Storskog er et grænsekontrolpunkt på den norsk-russiske grænse på Europavej 105, det eneste langs landegrænsen mellem Norge og Rusland. Den norske grænsestation ligger i Sør-Varanger kommune. Grænsestationen åbnede i 2003. I maj 2012 blev det muligt for beboere nær grænsen at skaffe grænseboerbevis, som gav ret til fri rejse over grænsen uden yderligere visum, hvilket førte til øget trafik. I februar 2013 passerede 22347 grænsen, 34% flere end i februar 2012.
I 2013 passerede 320.000 (2010: 141 000; 2012: 252 000) rejsende Storskog grænsestation.